# صحيفة الحداثة
صحيفة الحداثة اليومية هي صحيفة سودانية تأسست في أواخر العام 2019 بشهر وصدر أول عدد منها في الأول من شهر ديسمبر متزامنا مع شهر ميلاد الثورة السودانية، تحت شعار (من أجل صحافة سياسية في مقام الثورة السودانية) وهي إحدى مشاريع الفكر الديمقراطي والذي نظم عدد من المشاريع الفكرية والثقافية والاجتماعية. وتصدر عن دار الحداثة للنشر والتوزيع، إحدى قطاعات (دار الحداثة للأنشطة الثقافية والإعلاميَّة المتعدِّدة)
توقفت عن الصدور نهائيًا في 16 يناير 2022
```
في مقام 
الثورة
 وهي صحيفة يومية سياسية شاملة ومستقلة تضم عددا من 
الصحفيين
 
السودانيين
، ويرأس تحريرها الصحفي والكاتب 
شمس الدين ضوالبيت.
[
4
]
```

## تصميم الصحيفة
وتستخدم صحيفة الحداثة في تصميمها علي مقاسات التابلويد وبعض الامكانيات الجديدة التي تقودها الي الحداثة في عالم الصحف الورقية، بالإضافة إلى إيلائها مكاناً أساسياً للصورة واستخدامها لنمط وأداة الانفوغرافيك في مواضيعها وتقاريرها الداخلية.

## قوالب وهيكلة الصحيفة
للعمل علي نقل الاخبار في الشكل والكيفية التي يريدها المتلقي أو جمهورالقراء، استحدثت بالفعل الصحيفة ا نماط جديدة علي الكتابة الصحفية في الشكل والمضمون بواسطة الكوادر الصحفية العاملة علي مجابهة الاحداث والتطورات التي تحدث بالبلاد في كافة المجالات المعنية.
وتقوم الصحيفة بتخصيص نافذة إقليمية معنية بقضايا ومواضيع القارة الأفريقية كجزء من سياستها التحريرية القائمة على بناء علاقات وصلات مع الدول الإقليمية والجارة كما ذكرت في عدد من منشوراتها الترويجية على مواقع التواصل الاجتماعي.